# Pseudochondrostoma duriense
La Boga del Duero (Pseudochondrostoma duriense) es una especie de pez teleósteo de la familia de los ciprínidos. Es endémica del noroeste de la península ibérica.

## Descripción
Se trata de una especie de talla media que no suele alcanzar los 50 cm de longitud total. La apertura bucal es infera y recta con un labio inferior grueso que presenta una lámina córnea. Las aletas dorsal y anal presentan 8 radios ramificados, en ocasiones 9. Tiene entre 63 y 74 escamas en la línea lateral. El número de dientes faríngeos es de 5-5 y el de branquiespinas de 12 a 24. El cuerpo suele estar pigmentado con pequeñas manchas negras que son más evidentes en las poblaciones de Portugal y Galicia.

## Biología y Ecología
Es habitual de los tramos medios de los ríos. Presente en zonas de corriente, pero también es habitual de embalses. Es omnívora , alimentándose principalmente de vegetación, aunque en ocasiones come invertebrados y detritos. 
Es un pez gregario especialmente en la migraciones prerreproductora aguas arriba. Durante la freza, entre los meses de abril y junio, los machos presentan numerosos, pero pequeños, tubérculos nupciales por todo el cuerpo.

## Distribución

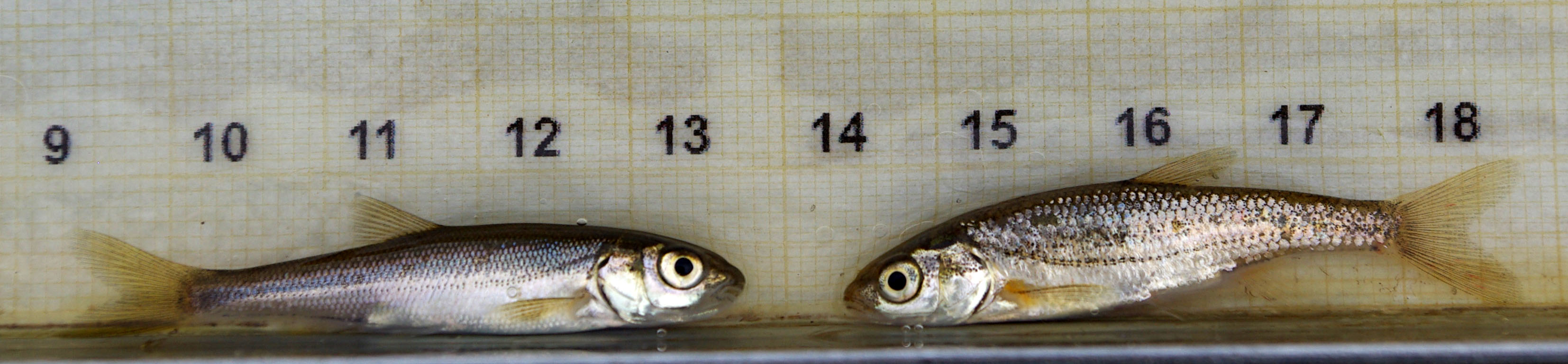
Dos especies muy próximas taxonómicamente, boga del Duero (Pseudochondrostoma duriense) (juvenil a la izquierda) y bermejuela (Achondrostoma arcasii) (juvenil a la derecha)

Es un endemismo de las cuencas del Duero, Miño-Sil y otros ríos Galicia, (Avia, Eo, Masma, Oro, Eume, Allones, Donas, Tambre, Ulla, Umia, Miño, Limia y Ave, entre otros).
Está amenazada por la pérdida de hábitat y la introducción de especies exóticas, la mayoría de ellas piscívoras. 
Otras especies de bogas son: Boga común (Pseudochondrostoma polylepis), Boga del Guadiana (Pseudochondrostoma willkommii), que se distribuye por las cuencas de los ríos Guadiana, Odiel, Guadalquivir, Guadalete, Guadiaro, Guadalhorce y otros ríos del sur de la península ibérica, hasta la cuenca del río Vélez en Málaga.